# Ивана Груден Милентијевић
Ивана Груден Милентијевић (1985) српски је историчар, аутор више монографија и изложби. Дипломирала на катедри за историју Филозофског факултета у Нишу. Живи у Нишу. Ради у Народном музеју Ниш као кустос историчар.

## Биографија
Ивана Груден Милентијевић рођена је у Лесковцу 31. августа 1985. Факултетско образовање стекла је на Филозофском факултету у Нишу, на коме је дипломирала на катедри за историју. Живи у Нишу. Ради у Народном музеју Ниш као кустос историчар.

### Дела
Ивана Груден Милентијевић је написала следећа историографска дела:

### Књиге
- Страдање Словенаца у Нишу током Другог светског рата, СКС 'Франце Прешерн','Медивест КТ, Народни музеј Ниш ( са упоредним преводом на словеначки), Ниш, 2014[1]
- Ниш ратна престоница 1914-1915, Народни музеј Ниш, 2014 ( са Бојана Нешић, Марина Влаисављевић, Небојша Озимић)[2]
- Жртве лагера Ниш, Народни музеј, Нишки културни центар, Медивест КТ, Ниш, 2014. ( са Небојшом Озимићем, Бојаном Симовић, Александром Динчићем и Иваном Митићем)[3] Приступљено 25.06.2018.
- Жртве лагера Ниш, 2. издање, Нишки културни центар, Ниш, 2016. ( са Небојшом Озимићем, Бојаном Симовић, Александром Динчићем и Иваном Митићем)
- Интернирци нишког логора у Маутхаузену, Народни музеј Ниш, 2016.[4]
- Нишки Јевреји у логору Сајмиште (двојезично, српско-француски) Народни музеј, Ниш, 2017. (са Небојша Озимић)
- Друштво Црвеног крста и нишки концентрациони логор у периоду Другог светског рата, (двојезично, српско-француски) Народни музеј, Ниш, 2017. (са Небојша Озимић)[5]Приступљено 22.06.2018
- Заборављени јунак др Владан Ђорђевић, Војна болница - Народни музеј Ниш, 2020.

### Периодика
- Рад на презентацији меморијалног комплекса "12. фебруар" и његових збирки од 1967. до 2014. године ( са Иван Митић и Александар Динчић), Лесковачки зборник, LX, Лесковац, 2015, 291-304

### Изложбе
- Први део сталне поставке логора на Црвеном крсту, 12. април 2013. (са небојшом Озимићем)
- Ниш ратна престоница 1914-1915, Народни музеј Ниш, 2014, ( са Небојша Озимић, Марина Влаисављевић и Бојана Нешић)
- Нишки Јевреји у логору Сајмиште, Народни музеј Ниш, Ниш, 2018 ( са Небојша Озимић)
- Друштво Црвеног крста Ниш и нишки концентрациони логор у периоду Другог светског рата, Народни музеј Ниш, Ниш, 2018( са Небојша Озимић)
- Интернирци нишког концентрационог логора у нацистичким логорима Европе, Народни музеј Ниш, Ниш, 2018 ( са Небојшом Озимићем)